# Anis (Vorname)
Anis, Änis oder Enis (arabisch أنيس, DMG Anīs) ist ein männlicher Vorname arabischer Herkunft, der in arabischsprachigen bzw. muslimischen Ländern vergeben wird. Er bedeutet „der Geliebte“, ferner auch „der Einzigartige“.
Im Türkischen bedeutet der Name Enis „vertrauter Freund“.

## Bekannte Namensträger

### Anis
- Anis Amri (Fußballspieler) (* 1980), tunesischer Fußballspieler
- Anis Amri (1992–2016), mutmaßlicher tunesischer Terrorist
- Anis Ayari (* 1982), tunesischer Fußballspieler
- Anis Balti (* 1998), österreichischer Fußballspieler
- Anis Boussaïdi (* 1981), tunesischer Fußballspieler
- Anis Basim Moujahid (* 1992), Sänger, bekannt als Basim
- Anis Mohamed Youssef Ferchichi (* 1978), Bushido (Rapper)

### Änis
- Änis Ben-Hatira (* 1988), deutsch-tunesischer Fußballspieler

### Enis
- Enis Alushi (* 1985), deutscher Fußballspieler
- Enis Bardhi (* 1995), nordmazedonischer Fußballspieler
- Enis Batur (* 1952), türkischer Schriftsteller und Verleger
- Enis Berberoğlu (* 1956), türkischer Journalist und Politiker (CHP)
- Enis Bunjaki (* 1997), deutsch-kosovarischer Fußballspieler
- Enis Bytyqi (* 1997), deutsch-kosovarischer Fußballspieler
- Enis Durak (* 1998), türkischer Fußballspieler
- Enis Esmer (* 1978), türkisch-kanadischer Schauspieler und Komiker, siehe Ennis Esmer
- Enis Gavazaj (* 1995), albanischer Fußballspieler
- Enis Günay, deutsch-türkischer Filmemacher
- Enis Hajri (* 1983), tunesisch-deutscher Fußballspieler
- Enis Imeri (* 1983), kosovarisch-deutscher Karateka
- Enis Kahraman (* 1987), türkischer Fußballspieler
- Enis Maci (* 1993), deutsche Schriftstellerin
- Enis Murati (* 1988), kosovarisch-österreichischer Basketballspieler
- Enis Pajalic (* 2001), österreichischer Fußballspieler
- Enis Rotthoff (* 1979), deutscher Komponist